# سباق الفيلة
سباق الفيلة هو حدث رياضي يُقام في عددٍ من دول العالم وبالخصوص في دول القارة الآسيوية بما في ذلك فيتنام. أصبحَ هذا الحدث رياضي حدثًا كبيرًا في القرن العشرين في ألمانيا كما نُظِّم سباقٌ دولي للفيلة في نيبال وذلك لأغراض سياحية في عام 1982.
تُعدّ سباقات الفيلة سباقات أكثر تعقيدًا من باقي سباقات الحيوانات بما في ذلك الجِمال والكلاب وذلك نظرًا لطبيعة الفيلة التي قد تتغيّر بين الفينة والأخرى. تستغرقُ سباقات الفيلة وقتًا أطول من تلك التي تشمل الخيول ولكنَّ الحيوانات في حالة الفيلة تكونُ مرئية بوضوحٍ لكل متفرج.

## فيتنام
تُقام سباقات الفيلة كحدثٍ تقليدي في المرتفعات الوسطى من منطقة بون دون في فيتنام والتي تشتهر بكثرة مدربي الأفيال فيها حيثُ تُقام مثل هذهِ السباقات بشكلٍ سنوي وذلك خلال الشهر القمري الذي عادةً ما يتزامنُ مع شهر آذار/مارس. يُعدّ مسار السباق طويلًا نوعًا ما حيث يمرّ وسطَ غابات مطيرة نوعًا ما ومن ثمّ طريقٍ على ضفاف نهر سيفوبي. تُشارك الفيلة في السباق من مختلفِ القرى؛ ويمتطي شخصانِ كل فيلٍ مشاركٍ في السباق حيث يوجّه الأول الفيلم نحو المسار الصحيح بينما يعملُ الثاني على تشجيعه – وحتى تخويفه – بمختلفِ الطرق من أجل الزيادة في السرعة على مدار مسار السباق. تجتمعُ الفيلة بادئ ذي بدءٍ عند نقطة البداية وذلم بعد سماعِ صوتِ آلة موسيقية مصنوعة من قرون الفيلة ثم يُسمع صوتٌ آخر يُحذر ملاك الفيلة من أجل الاستعداد فيما تُعلن الصافرة الثالثة عن بداية السباق بشكلٍ رسمي. عادةً ما تجري الفيلة المشاركة في هذا النوع من السباقات بسرعة 25 ميلًا في الساعة مع هتافِ الجمهور الذي يُشجِّع الفيل الذي يُعجبه. يحصلُ الفيل الذي يأتي في المركزِ الأول على إكليلٍ من الزهور ويتم تغذيته أيضًا بالموز وقصب السكر قبل أن يُقام احتفالٌ للسباحة في النهر.

## ألمانيا والهند

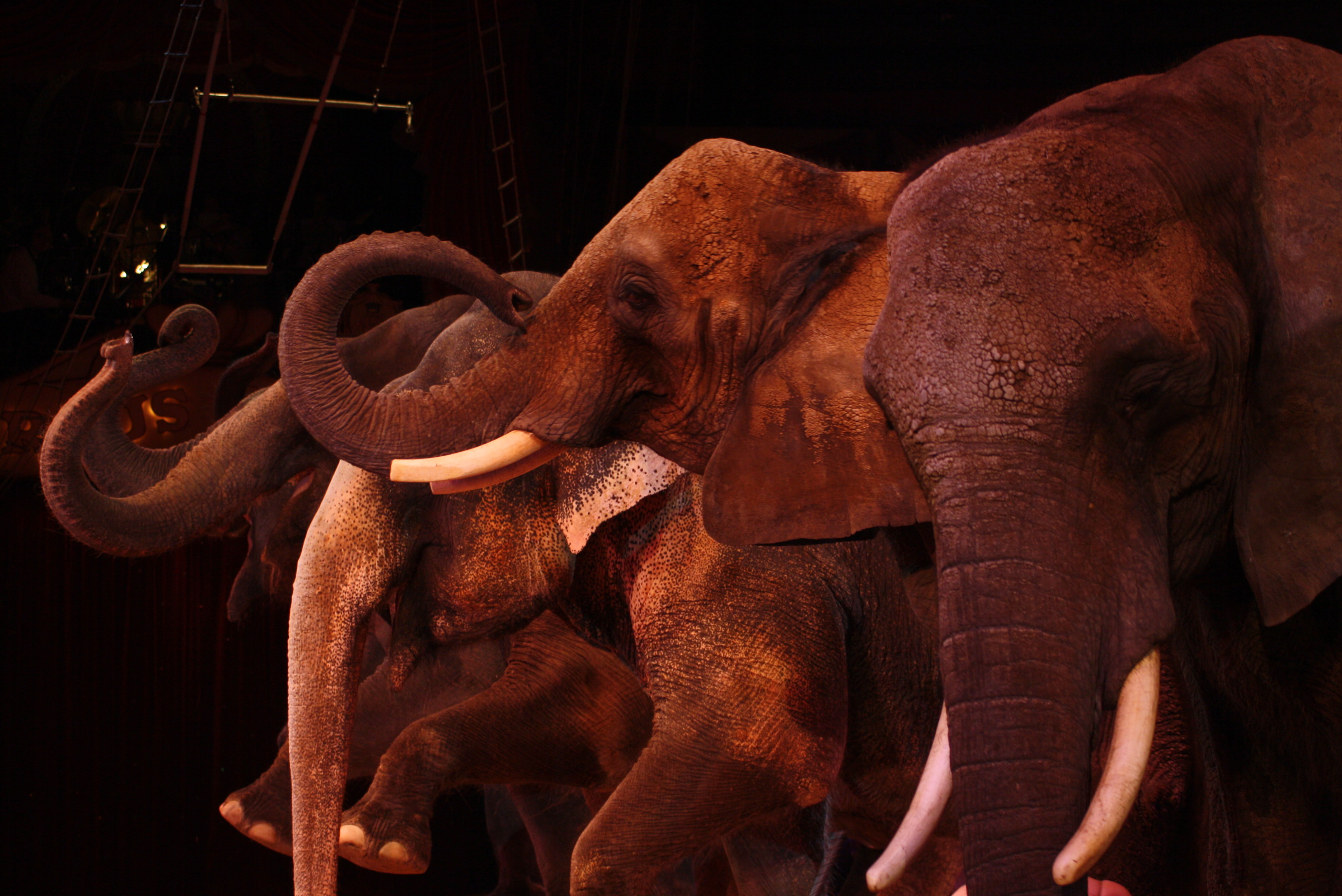
تُستخدم فيلة السيرك في ألمانيا في سباقات الفيلة

بحلول عام 2000 وبمبادرةٍ من رافيندرا غاجولا قام عمدة مدينة هندية في بلدة آلتلاندسبرغ الألمانية بالقربِ من برلين بتنظيم سباقإ للأفيال والذي كان ناجحًا للغاية حيث شهد حضور أكثر من 40,000 شخص. شارك في السباق 14 من أفيال السيرك؛ وقد امتدت المسابقة على مدار ستّ دورات شهدت في النهاية تتويج فيلٍ واحدٍ.
تحول السباق إلى قضية مثيرة للجدل خاصة في الهند حيث اعترضت جماعات الضغط البيئية والدينية على الموضوع خاصة أن الفِيَل يُمثل في الهندوسية «خطًا أحمر» لما له من علاقة بأحدِ الآلهة المعروف باسمِ غانيشا. حظي أعضاء مجموعة «حيوانات آمنة» – التي قادت الحملة ضدّ السباق – بدعمٍ من شخصيات بارزة مثل وزيرة الشؤون الاجتماعية آنذاك في الهند مانيكا غاندي، مغنية الروك الألمانية نينا هاغن، الممثلة السينمائية الفرنسية بريجيت باردو وغيرهنّ.

## نيبال
بدأ سباقُ الفيلة في نيبال في كانون الأول/ديسمبر 2005 حينما برزَ سكان ثارو النيباليين المحترفين في هذا المجال وأقاموا أحداث رياضية محلية تنافسوا فيها فيما بينهم. من السماتِ المميزة لهذا السباق كانَ اختيار فرسان الفيلة عن طريق اليانصيب وليس عن طريق الاختيار؛ ما يجعل المهمّة أصعب على الفرسان الذين يتدربون على الفيلة المملوكة لهم أو تلكَ التي تُجيد الجري دون حاجة لتوجيه. يبلغُ مضمار السباق حوالي 900 قدم (270 م)؛ ويُحيط بجانبيه عدد غفيرٌ من المتفرجين وعادةً ما يُنظَّم في محمية شيتوان وفي أماكن أخرى معروفة بجذبها للسيّاح.